# Langues de la baie de Geelvink
Ne doit pas être confondu avec Langues cenderawasih.
Les langues de la baie de Geelvink (ou langue de l'Est de Cenderawasih) sont une famille de langues papoues parlées dans la région du golfe de Cenderawasih dans la province indonésienne de Papouasie.

## Origine du nom
Le nom de baie de Geelvink vient du nom néerlandais du golfe « Geelvinkbaai » , rebaptisé « Cenderawasih » en indonésien. Il faut distinguer les langues de la baie de Geelvink, qui sont également appelées langues de l'Est de Cenderawasih, des langues cenderawasih (ou langues du golfe de Cenderawasih), qui désigne un groupe de langues parlées dans la même région, mais qui appartiennent à une tout autre famille linguistique, plus précisément au groupe malayo-polynésien des langues austronésiennes.

## Classification
Malcolm Ross (2005) place les langues de la baie de Geelvink parmi les familles de langues papoues indépendantes et non apparentées à une autre famille de langues.

## Liste des langues
Les langues de la baie de Geelvink sont classées de la manière suivante : 
- groupe barapasi-sauri-kofei
  - barapasi
  - sauri-kofei 
    - kofei
    - sauri
- bauzi
- groupe burate-wate 
  - burate
  - tunggare
- demisa
- nisa
- tefaro
- woria